# Britta Schall Holberg
Britta Schall Holberg, née le 25 juillet 1941 à Næstved (Danemark) et morte le 23 février 2022, est une femme politique danoise membre du Venstre, ancienne ministre et ancienne députée au Parlement (le Folketing).

## Distinctions
- Commandeur de l'ordre du Dannebrog